# Kirche von Solna

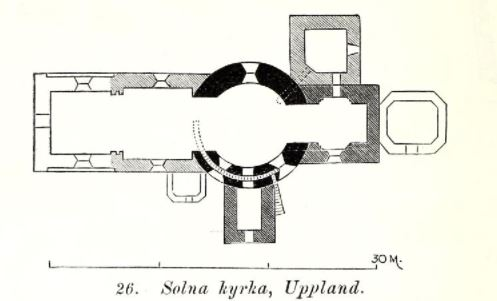
Grundriss

Die Kirche von Solna, schwedisch Solna kyrka, ist ein Kirchengebäude in der schwedischen Gemeinde Solna und steht als Kyrkligt kulturminne unter gesetzlichem Schutz. 
Der älteste Teil, eine romanische Rundkirche wurde im späten 12. Jahrhundert erbaut. Im 13. Jahrhundert wurde der Chor angebaut, im 15. Jahrhundert ein Waffenhaus am Südportal und eine Sakristei an der Nordseite. Im selben Jahrhundert wurden auch die Gewölbe von Albertus Pictor ausgemalt. Die Malereien wurden später übertüncht und erst 1928 wieder restauriert.
Die Kirchenausstattung, darunter die wahrscheinlich von Hans Jerling geschaffene Kanzel und mehrere aufwändige Epitaphe, sind großenteils Schenkungen von Magnus Gabriel de la Gardie aus der zweiten Hälfte des 17. Jahrhunderts. Er ließ auch das westliche Portal aus Schloss Karlberg hierhin versetzen. 
Die Kirchengemeinde gehört zum Bistum Stockholm der Schwedischen Kirche
Siehe auch: Skandinavische Rundkirchen